# 伊萨卡 (纽约州)
伊萨卡（英語：Ithaca）是位于美国纽约州五指湖南部地区的一座城市，是汤普金斯县最大的都会区。伊萨卡市坐落在卡尤加湖南岸，其地区包括伊萨卡镇，卡尤加海茨及其周边的汤普金斯县的一些其它村镇。它的名字起源于希腊的伊萨卡岛。
伊萨卡是美国常春藤盟校康奈尔大学所在地，有20,000多名学生，其中大多数人在其当地校园学习。此外，伊萨卡学院是一所私立，非宗派的人文学院，有7,000多名学生，坐落在伊萨卡市南部，为该地区增添了“大学城”的氛围。附近是汤普金斯·科特兰社区学院（TC3）。这三所大学带来了成千上万的学生，他们在学年增加了伊萨卡州的季节性人口。与汤普金斯县其他地方或纽约州北部的选民相比，该市的选民明显更偏向自由派，他们通常支持民主党。
在2010年，其常住人口为30,014人，都會區人口为100,135人，是紐約州人口最少的都會區。

## 市名
城名源於希臘西部的伊薩基島，相傳是荷馬史詩《奧德賽》主人公俄底修斯的故鄉。
在中文譯名「绮色佳」出現之前，詩人徐志摩曾為其起名「伊的家」，惟不及「翡冷翠」之於佛羅倫斯般有名氣。據說作家胡適最先把Ithaca譯為綺色佳（出自《四十自述》），不確定有無前人有此翻譯，胡適學英文與姚康侯先生，是辜鴻銘先生的學生。
一说将其译为绮色佳的是冰心。时值冰心在康奈尔大学留学期間，在散文中写道：「绮色佳真美！美处在深幽。喻人如隐士，喻季候如秋，喻花如菊。与泉相近，是生平第一次，新颖得很！林中行来，处处傍深涧。睡梦里也听着泉声！六十日的寄居，无时不有『百感都随流水去，一身还被浮名束』这两句，萦回于我的脑海！」。惟冰心留学美国时间晚於胡適十餘年，因此究竟是冰心先前聽過胡適的翻譯，抑或是胡適引用冰心之譯而後才記載於《四十自述》出版，如今已無法考究。
今日通俗的中文译名為音译的「伊萨卡」。

## 气候
伊萨卡所处的地区是典型的大陆性气候。冬季漫长，寒冷且多雪，平均每年有9.9个夜晚的气温低至0 °F（−18 °C）或以下，平均每个冬天的降雪达67英寸（170公分）。自有记录以来，伊萨卡在一天之内的最大降雪发生在1914年2月14日，降雪量为26.0英寸（66公分）。伊萨卡夏季温暖，湿润，温度宜人，平均每年有5.2天会出现90 °F（32 °C）或以上的高温，自有记录以来，100 °F（38 °C）以上的高温只出现过10次。

## 教育

### 大学
伊萨卡是纽约州中部的一个重要教育中心。伊萨卡的两所主要高等教育机构成立于19世纪末。1865年，埃兹拉·康奈尔创立了康奈尔大学，该大学位于东山上，俯瞰着城镇。它最初是作为一所男女合校的机构开放的。女性首次在1870年入学。埃兹拉·康奈尔还为该市建立了一座公共图书馆。伊萨卡学院于1892年作为伊萨卡音乐学院成立。伊萨卡学院最初位于市中心地区，但在1960年代迁至南山。2018年，康奈尔大学有23,600名学生，伊萨卡学院有6,700名学生。汤普金斯·科特兰社区学院位于邻近的德莱登镇，并在伊萨卡市中心设有一个分校。帝国州立学院为伊萨卡市中心的成年人提供非传统的大学课程。

### 公立学校
位于伊萨卡的伊萨卡市学区涵盖了该市及其周边地区，在八所小学（每个社区大约一所）、两所中学（Boynton和Dewitt）、伊萨卡高中和莱曼替代社区学校（一个兼有中学和高中的学校）中注册了约5,500名中小学生。伊萨卡地区还有几所私立小学和中学，包括罗马天主教无玷圣母学校、卡斯卡迪拉学校、新根图特许学校、伊丽莎白·安·克卢恩蒙特梭利学校、纳马斯特蒙特梭利学校（位于特鲁曼斯堡地区）和伊萨卡瓦尔道夫学校。伊萨卡有两个网络支持其在家自学的家庭：爱乐教育在家（LEAH）和北光学习中心（NLLC）。TST BOCES位于汤普金斯县。

### 图书馆
汤普金斯县公共图书馆位于东格林街101号，是汤普金斯县的公共图书馆，也是指南湖图书馆系统的中央图书馆。该图书馆为超过38,000名注册借阅者提供服务，其流通藏品中拥有将近260,000件物品，每年流通约800,000件物品。